# Сабденов, Калдыбек Сабденович
Калдыбек Сабденович Сабденов (каз. Қалдыбек Сәбденұлы Сәбденов; 20 сентября 1932, Сарыагашский район, Южно-Казахстанская область, КазССР, СССР — 25 июня 2022) — советский и казахский учёный в области ветеринарии и животноводства, доктор сельскохозяйственных наук (1991), профессор (1989). Заслуженный работник сельского хозяйства Казахской ССР.

## Биография
Родился 20 сентября 1932 года на станции Жылга Сарыагашского района Южно-Казахстанской области. Происходит из рода батыр-жайдак племени сиргели.
В 1952 году окончил Капланбекский зооветтехникум, в 1957 году с отличием окончил Алма-Атинский зоотехнический ветеринарный институт.
Трудовую деятельность начал в 1957 году главным ветеринарным врачом Жангалинского района Западно-Казахстанской области.
С 1957 по 1962 год — главный ветеринарный врач Жангалинского района.
С 1962 по 1968 год — председатель колхоза «Бирлик», директор совхоза «Бирлик», начальник управления сельского хозяйства Фурмановского районного (ныне Казталовский район) Западно-Казахстанской области.
С 1968 по 1973 год — директор Казахского научно-исследовательского института животноводства.
С 1973 по 1977 год — начальник управления, первый заместитель начальника хозяйственного управления Алматинской области.
С 1978 по 1983 год — секретарь Алматинского областного комитета Компартии Казахстана.
С 1983 по 1996 год — ректор Алматинского зоотехническо-ветеринарного института.
С 1996 года — профессор Казахского национального аграрного университета.

## Ректорская деятельность
Когда Калдыбек Сабденович работал ректором (с 1983 по 1996 годы) в Алматинском зоотехническом и ветеринарном институте, были возобновлены фундаментальные научные изыскания, налажена учебно-методическая работа. Созданы условия для творческого роста сотрудников института, 100 человек защитили кандидатские, 34 человека-докторские диссертации.
Отремонтирован учебный корпус, построено 6-этажное учебно-практическое здание площадью 18 тыс. м², 2 общежития на 800 мест. Приобретено и установлено оборудование для 24 учебно-научных лабораторий. Улучшились материальные и социальные условия работников института, им выделено 128 квартир, а за счет средств института построен новый дом на 35 квартир.

## Научные труды
В 1975 году защитил кандидатскую, в 1991 году докторскую диссертации. В 1989 году присвоено звание профессора.
Автор 260 научных трудов, 5 монографий, 6 учебников и учебных пособий, имеет 25 авторских свидетельств и патентов.
Учёный подготовил 7 докторов, 10 кандидатов наук, сформировал свою научную школу.

## Награды и звания
- Орден Трудового Красного Знамени
- Орден «Знак Почёта» (дважды)
- Почётная грамота Верховного Совета Казахской ССР
- Заслуженный работник сельского хозяйства Казахской ССР
- Нагрудный знак «Изобретатель СССР»
- Медаль «За освоение целинных земель» (дважды)
- Медаль «Ветеран труда»
- Серебряная медаль ВДНХ СССР (четырехкратный)
- Бронзовая медаль ВДНХ СССР (трехкратный)
- Орден Курмет (Казахстан)
- Орден Парасат (Указ президента РК от 29 ноября 2019 года)[5][6]
- Медаль «Астана» (1998)
- Медаль «50 лет Целине» (2004)
- Медаль «10 лет Астане» (2008)
- Медаль «20 лет независимости Республики Казахстан» (2011)
- Почётный гражданин Алматинской области и Жангалинского района Западно-Казахстанской области
- Почётный профессор Казахского национального аграрного университета (2012) и др.[7]